# Frank Zander
Frank Zander (Berlín, Alemania, 4 de febrero de 1942) es un cantante y actor alemán.

## Biografía
Zander trabaja en Alemania como cantante y actor, y reside en Berlín y en la isla española de Ibiza.

## Canciones
- 1975: Der Ur-Ur-Enkel von Frankenstein
- 1974: Ich trink auf dein Wohl, Marie
- 1976: Oh, Susi (der zensierte Song)

## Galardones
- 2002: Orden del Mérito de la República Federal de Alemania